# Georg Marckman Hansen
Georg Marckman Hansen (12. december 1883 i Fredericia – 20. juni 1956) var en dansk erhvervsleder, der fra 1920 til sin død var administrerende direktør for Amagerbanken. 
Hansen blev student fra Aalborg Katedralskole i 1902 og cand.phil. i 1905. Han blev derefter ansat i Banken for Fredericia og Omegn (senere overtaget af Danske Bank), men kom allerede i 1906 til Amagerbanken, først som bogholder og fra 1917 som kontorchef. I 1920 blev han bankens direktør. 
Han havde en række tillidsposter i den finansielle sektor, bl.a. som formand for De Københavnske Bankers Forening. 
Georg Marckman Hansen var fra 1923 gift med Caia Marckman Hansen (født 1900). 
Han var Ridder af Dannebrog og Dannebrogsmand.